# Jason McAteer
Jason Wynne McAteer (Birkenhead, 18 giugno 1971) è un ex calciatore e allenatore di calcio irlandese, di ruolo centrocampista.